# Rez Abbasi

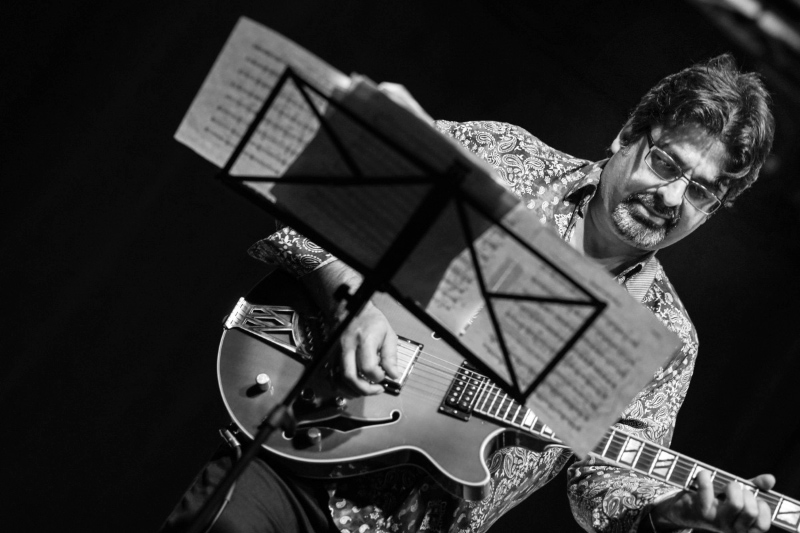
Rez Abbasi in 2019

Rez Abbasi (Karachi, 27 augustus 1965) is een Pakistaans-Amerikaanse jazzgitarist, componist en muziekproducent. Hij speelt fusion, bop en jazzstandards.
Abbasi kwam als klein kind vanuit Pakistan naar Amerika, waar hij opgroeide in Los Angeles. Hij studeerde aan de University of Southern California en de Manhattan School of Music en kreeg in India les van de percussionist Alla Rakha. Ook had hij les van onder anderen John Abercrombie.
In 1987 vertrok hij naar New York. Hij kwam in 1991 met een eerste plaat, in de jaren erna gevolgd door verschillende andere albums, waarvan de nummers meestal door hemzelf zijn gecomponeerd. Het album Things to Come uit 2009 werd door het blad Downbeat gerangschikt bij de tien beste platen van het decennium. Ook kreeg het de Chamber Music America-prijs.
Abbasi speelde en/of nam op met onder meer Ruth Brown, Peter Erskine, Marc Johnson, Marvin "Smitty" Smith, Dave Douglas, Marilyn Crispell, Travis Sullivan en Sunny Jain. Hij produceerde enkele albums van Kiran Ahluwalia, waarop hij tevens meespeelde. Hij is verder lid van de groepen Indo-Pak Coalition en Kinsmen Ensemble van Rudresh Mahanthappa. Sinds de jaren negentig is hij ook actief als muziekpedagoog. Op het ogenblik leidt hij verschillende groepen, waaronder de band Invocation.

## Discografie
- Third Ear, Cathexis Records, 1995
- Modern Memory, Cathexis, 1998
- Out of Body, Feroza Music, 2002
- Snake Charmer, Earth Sounds, 2005
- Bazaar, Zoho Music, 2006 ('albumpick' Allmusic)
- Things to Come, Sunnyside Records, 2009
- Suno Suno, Enja Records, 2011
- Continuous Beat, Enja, 2012